# Société nationale des autoroutes du Maroc
Pour les articles homonymes, voir ADM.
La Société nationale des autoroutes du Maroc ou Autoroutes du Maroc (ADM) est une société anonyme marocaine à capitaux publics et chargée d’exploiter le réseau autoroutier du Maroc.

## Présentation

### Historique
- 1989 : création de la Société nationale des autoroutes du Maroc (ADM)[2]

- 2005 : adhésion de ADM à l’Association professionnelle des concessionnaires d’autoroutes et ouvrages à péage d’Europe (ASECAP).
- 2015 : l'ADM annonce l'ouverture de l'autoroute Berrechid-Khouribga[3].

### Objectifs
La société a pour rôle :
1. la construction, l'entretien et l'exploitation d'autoroutes qui lui sont concédées par voie de concessions ou contrats ;
2. la gestion, la protection et la conservation du domaine public dépendant du réseau de transport mis à sa disposition ;
3. la création et l'exploitation de services touristiques, d'hôtellerie et de tout autre service dans la proximité géographique de l'autoroute ;
4. l'exploitation et la gestion des biens immobiliers et mobiliers.

## Statistiques

### Données financières
| Années             | 2007          | 2008          | 2009          | 2010          | 2011          | 2012         | 2013         | 2014         | 2015         | 2016          | 2017         | 2018         | 2019         | 2020          | 2021          | 2022         |
| ------------------ | ------------- | ------------- | ------------- | ------------- | ------------- | ------------ | ------------ | ------------ | ------------ | ------------- | ------------ | ------------ | ------------ | ------------- | ------------- | ------------ |
| Chiffre d'affaires | 1 086 · 34,1% | 1 256 · 15,7% | 1 403 · 11,7% | 1 668 · 18,9% | 1 898 · 13,8% | 2 045 · 7,7% | 2 166 · 5,9% | 2 217 · 2,4% | 2 420 · 9,2% | 2 707 · 11,9% | 2 969 · 9,7% | 3 123 · 5,2% | 3 297 · 5,6% | 2 421 · 26,6% | 3 207 · 32,5% | 3 378 · 5,3% |

### Capital
Le capital social de la société s'élève à 13,4 milliards de MAD répartis comme suit :
1. Trésor public : 63,1 %
2. Fonds Hassan II : 34,2 %
3. Établissements publics : 1,0 %
4. Kuwait Investment Authority : 0,8 %
5. Banques et institutions financières : 0,8 %

### Sécurité routière
Le taux de tués pour 100 millions de véhicule kilomètre sur le réseau autoroutier marocain est de 2,87 en 2016.

#### Nombre de décès par année[5]
- 2010 : 218 décès
- 2011 : 219 décès
- 2012 : 245 décès
- 2013 : 273 décès
- 2014 : 209 décès
- 2015 : 240 décès
- 2016 : 223 décès
- 2017 : 278 décès
- 2018 : 232 décès
- 2019 : 250 décès
- 2020 : 176 décès
- 2021 : 215 décès
- 2022 : 212 décès